# Nuestra Señora Santa María de la Purísima Concepción del Santísimo Rosario de Arma de Rionegro
Nuestra Señora Santa María de la Purísima Concepción del Santísimo Rosario de Arma de Rionegro o Nuestra Señora del Rosario de Arma es una advocación mariana  venerada por la Iglesia católica, su fiesta se celebra el 8 de septiembre día de la  Natividad de la Virgen María. Ella es patrona y reina de la Ciudad Santiago de Arma de Rionegro y de la Diócesis de Sonsón Rionegro, así como en Arma en Colombia.
La imagen es proveniente de Madrid, España; donde el Rey Felipe II la mantuvo en una capilla, hasta que la donó a Arma. La imagen data del siglo XVI siendo de las más antiguas en América y solo ha tenido dos restauraciones.
El 8 de septiembre de 1999 fue nombrada "Generalísima de los Ejércitos de Colombia" en la plaza de la libertad de Rionegro.

## Historia

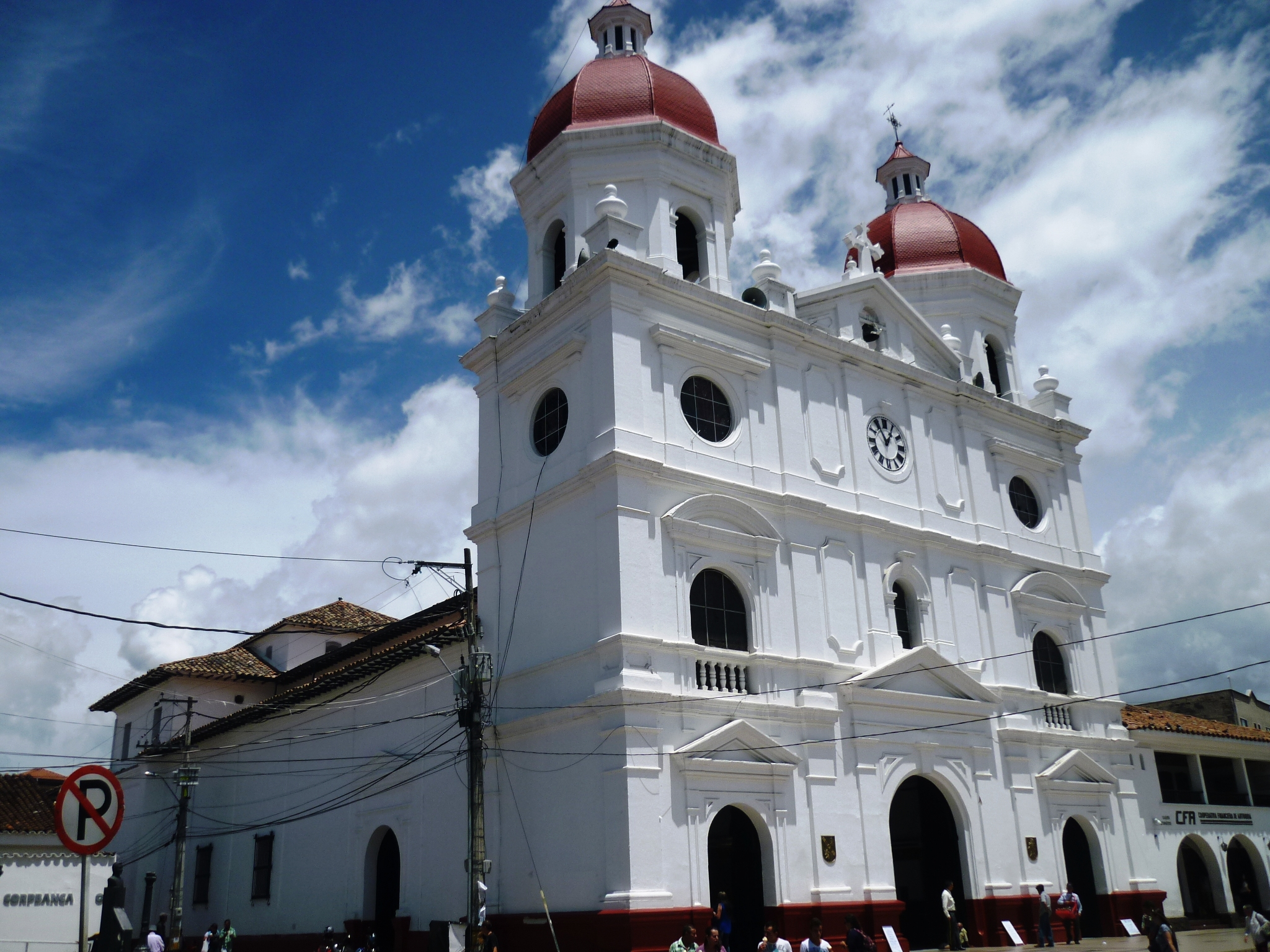
Catedral de San Nicolás El Magno y Santuario Mariano de Nuestra Señora de la Purísima Concepción del Santísimo Rosario de Arma de Rionegro

Esta imagen fue donada por el Rey Felipe II de España a la antigua Ciudad de Arma a mediados del siglo XVI. Fue trasladada a Rionegro, al trasferir la Corona Española todos sus títulos y prerrogativas de la antigua Ciudad de Santiago de Arma en decadencia, a Rionegro, que ya para mediados del siglo XVII había alcanzado un grado de desarrollo que justificaba esta medida. Don Carlos III rey de España nombra a Nuestra Señora "Generalísima de los ejércitos Españoles en el Nuevo Reino de Granada". Esto aconteció al finalizar el año de 1783.
Aunque reclamada insistentemente por los vecinos de Arma, la imagen quedó definitivamente en Rionegro y se ha convertido en patrona, primero de la Ciudad y después por decreto pontificio, de toda la Diócesis de Sonsón Rionegro.
La sagrada imagen mide 1.25m de alto y su peana de Plata, adornada de una medialuna, mide 27cm. Tiene el rostro ovalado, de suavísimo colorido sonrosado, bellos y grandes ojos, cabellos postizos y ensortijados y una fastuosa drapearía de Reina, obsequio del Excmo. Sr. D. Juan Manuel González Arbeláez. El manto, de color azul rey pesa 34 Kilos. Está Bordado con hilos de oro de Lyon de 24 Quilates y con finísimas perlas en número de 1403. Diez religiosas españolas tardaron 8 años en bordarlo. Se ven en él, con delicadísimo bordado, las imágenes de la virgen de Lourdes y de Fátima y las armas de Mons. González y de la comunidad religiosa que lo hizo. Además, en el centro, la escena de la coronación de Nuestra Señora. Los bordados están hechos con treinta puntadas diferentes y los escudos en fina tapicería con un primer tendido de oro y luego bordado con variadísimas sedas que dan forma y colorido a las imágenes.
El vestido de la Virgen es de fina seda blanca bordado con hilo de oro y recamado con 1301 perlas finas.
Muchas cosas extraordinarias narran las antiguas crónicas acerca de esta venerada imagen. Entre otras, el Pbro. Juan Estaban Leonin de Estrada dice en una declaración fechada el 21 de julio de 1783: “Consta en los libros Eclesiásticos cuando estaba (la sagrada imagen) en el sitio de las Tapias y acostumbraban a vestir a Nuestra Señora los jueces, los que habiéndolo intentado no lo consiguieron por no haberse dejado sacar ni aun los anillos de los dedos y vertiendo Nuestra Señora muchas lágrimas se le enjugaron con algodones que hasta el año de cuarenta y seis se mantuvieron en dicho Sagrario”.

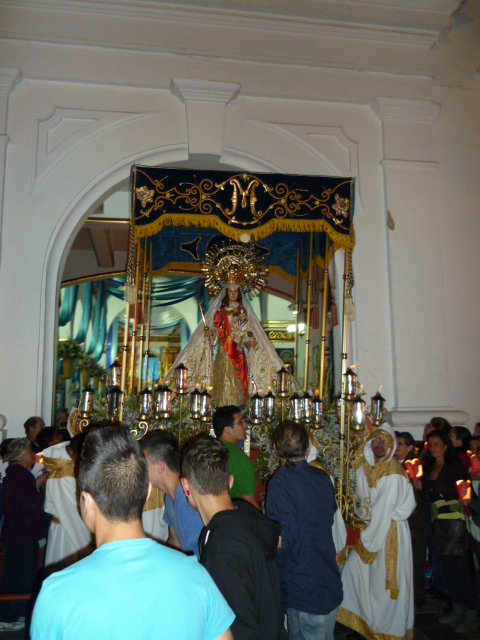
Maria como Luz de esperanza, durante la noche del 7 de septiembre de 2013 se elevó una oración por la paz y se saca la imagen de nuestra Señora por primera vez en la noche con luces como símbolo de esperanza.

Entre las joyas que forman el tesoro de Nuestra Señora, se destaca la corona imperial, donada según tradición por el mismo Felipe II y con la cual fue solemnemente coronada el día 8 de febrero de 1959, y juntamente con ella dos aureolas en oro, plata y pedrería, obsequio del Sr. Francisco Uribe U. para tan memorable ocasión.
Después de haber sido coronada la “Emperatriz Soberana” reposa en su camarín recamado de oro sobre una artística peana con el escudo de la Diócesis, homenaje filial de la ciudad de Rionegro.

### Coronación Canónica
A mediados de 1958 Monseñor Alberto Uribe Urdaneta se dirigió al capítulo Vaticano para solicitar la coronación canónica de la imagen de la Virgen del Rosario de Arma.
Considerando la devoción de los fieles y la petición hecha, el capítulo respondió positivamente a la solicitud de Monseñor Alberto Uribe el 6 de julio de 1958 confiándole al mismo tiempo la respectiva coronación de la Virgen.

### Designación
Cinco meses después, el Papa Juan XXIII expidió un Breve por el cual designó Patrona Principal de la Diócesis de Sonsón a Nuestra Señora del Rosario de Arma. Alguno apartes del texto reza así:...
"Juan XXIII Papa, para perpetua memoria:
Los habitantes de Rionegro en la Diócesis de Sonsón, veneran y honran con singular culto, según se nos ha informado, a la Gloriosa Madre de Dios llamada del Rosario de Arma. Pues en tal lugar está expuesta su imagen, a los cuales los fieles cristianos suelen acercarse con gran espíritu de piedad para celebrar las alabanzas de la Venerable Madre de Dios e implorar su auxilio y consuelo.... Nos...,
Al oír el parecer de la Sagrada congregación de ritos... declaramos a la Bienaventurada Virgen del Rosario de Arma, patrona principal en los cielos de toda la Diócesis de Sonsón en Colombia, con todos los honores y privilegios litúrgicos que corresponden a los patrones principales de la Diócesis".
El 8 de febrero de 1959 fue asignado como día para coronar la imagen de Nuestra Señora del Rosario... Este día, el Nuncio Apostólico Exmo. Paolo Bertoli, ante los Representantes del Presidente, La Cámara y El Senado; ante la presencia de numerosos Prelados y Sacerdotes y millares de fieles congregados en el parque principal de Rionegro, ciñó las sienes del niño y de la Virgen con sendas coronas de oro y pedrerías, mientras los presentes aplaudían y batían pañuelos.
Acto seguido, el Obispo Mons. Alberto Uribe celebró la Solemne Eucaristía, consagró la Diócesis a Nuestra Señora del Rosario y al final presidió la apoteósica procesión con la imagen de la Virgen antes de ser colocada en el camarín central del templo, desde donde sigue velando y derramando sus gracias sobre la Diócesis.
Es entonces proclamada Patrona y Reina de la Ciudad Santiago de Arma de Rionegro y de la Diócesis de Sonsón que posteriormente se convierte en Diócesis de Sonsón Rionegro, por tanto también patrona del Oriente antioqueño .
En ella se puede admirar los magníficos presentes y títulos que le han otorgado la iglesia, la patria e ilustres personajes quienes la han llamado "La emperatriz soberana", "Presidenta perpetua del concejo municipal" y "Alcaldesa de la ciudad".
Su fiesta se celebra el 8 de septiembre donde cada año se baja de su camerino en el altar mayor de la catedral y se hace una solemne procesión en la ciudad con la imagen y una solemne eucaristía a la que miles de fieles asisten.

## Oración a Nuestra Señora del Rosario de Arma

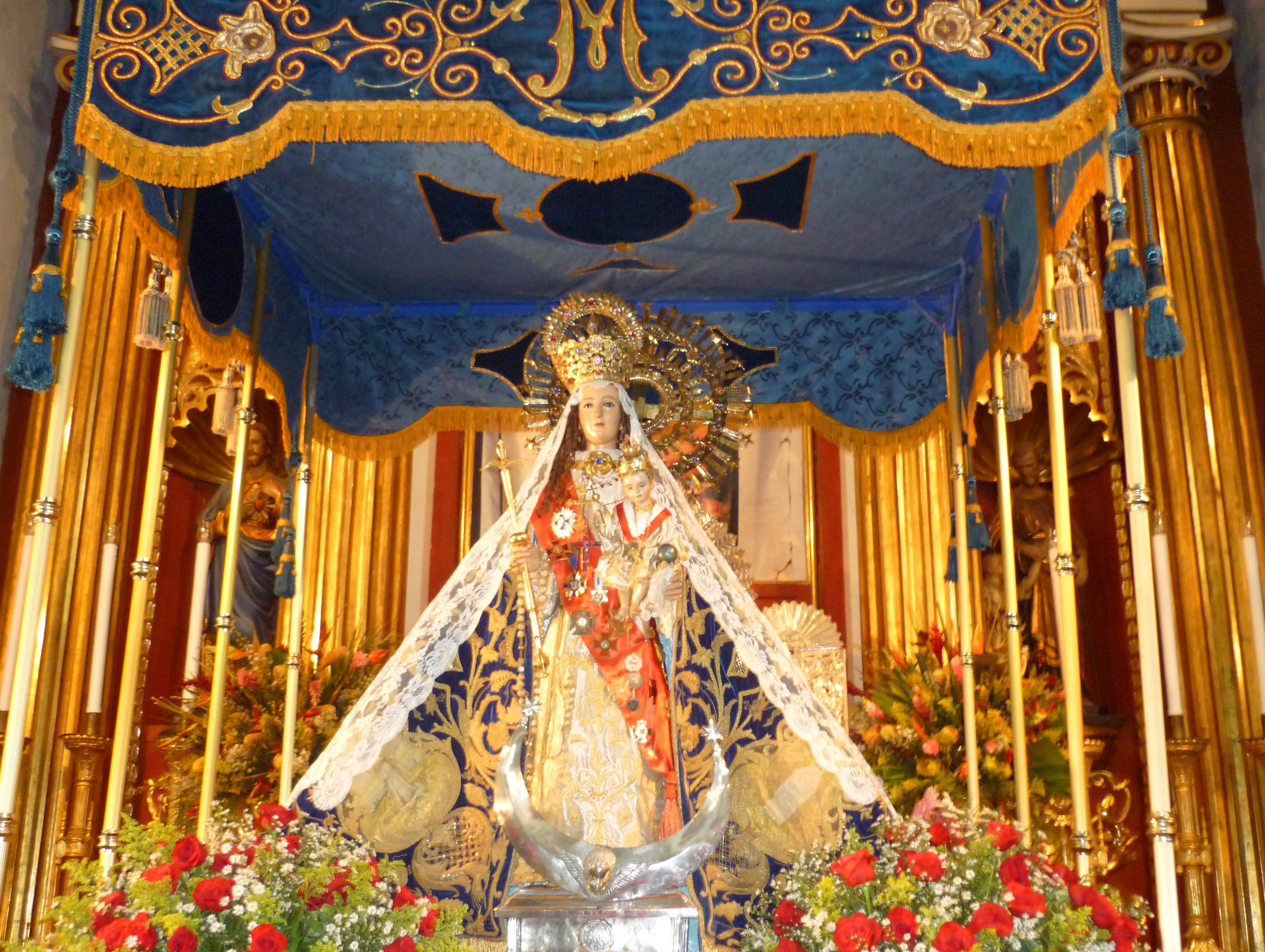
Nuestra Señora del Rosario de Arma de Rionegro con el vestido de la coronación.

Madre y virgen Purísima, Señora del Santísimo Rosario de Arma;
vengo a decirte que amo filialmente y que pongo en ti toda mi confianza.
Sé que eres la Madre de Dios y mi Madre espiritual. 
Te doy gracias, por todo el amor maternal que constantemente me pródigas
y por tu protección que he experimentado tantas veces. 
Tú siempre estas a mi lado para protegerme, consolarme y animarme a vivir cristianamente.
Eres Madre amorosísima y maestra de todas las virtudes.
Eres mi auxilio y la causa de mi esperanza.
Hoy te consagro mi persona, mi vida, mi hogar y todo cuanto tengo.
Quiero vivir para el Señor como tu y servirle con generosidad y amor.
Deseo imitar tus virtudes y ser como tú, siempre dócil a las inspiraciones del divino espíritu.
Prometo honrarte con la recitación del Santo Rosario y te suplico que ores siempre por mí,
en vida y en el momento de mi muerte. Sé para mi la puerta del cielo y alcánzame la gracia
de gozar como hijo de tu compañía maternal en el cielo. Amén.
(Monseñor Alfonso Uribe Jaramillo)